# Pelexia laminata
Pelexia laminata är en orkidéart som beskrevs av Rudolf Schlechter. Pelexia laminata ingår i släktet Pelexia och familjen orkidéer. Inga underarter finns listade i Catalogue of Life.